# دکسترین
دکسترین (به انگلیسی: Dextrin) با فرمول شیمیایی (C۶H۱۰O۵)n یک ترکیب شیمیایی است که جرم مولی آن متغیر می‌باشد. شکل ظاهری این مواد، پودر زرد یا سفید است. این کربوهیدرات‌ها جرم مولی کمی دارند و از هیدرولیز نشاسته یا گلیکوژن به دست می‌آیند و ترکیبی از d.glucose اند. دکسترین حاصل از آمیلوز ساختار ساده درحالی که دکسترین حاصل از آمیلوپکتین شاخه دار است
دکسترین صنعتی اغلب در صنایع کاغذ و لوله مقوایی به کار می‌رود.